# Therasea orba
Therasea orba là một loài bướm đêm trong họ Noctuidae.